# Sergio Karakachoff
Sergio el Ruso Karakachoff (La Plata, 27 de junio de 1939-La Plata, 10 de septiembre de 1976) fue un dirigente estudiantil, abogado laboralista y de derechos humanos, periodista y político argentino, miembro de la Unión Cívica Radical, fundador de Franja Morada y el Movimiento de Renovación y Cambio. Fue secuestrado, torturado y asesinado por su oposición a la dictadura militar argentina del período 1976-1983.

## Biografía

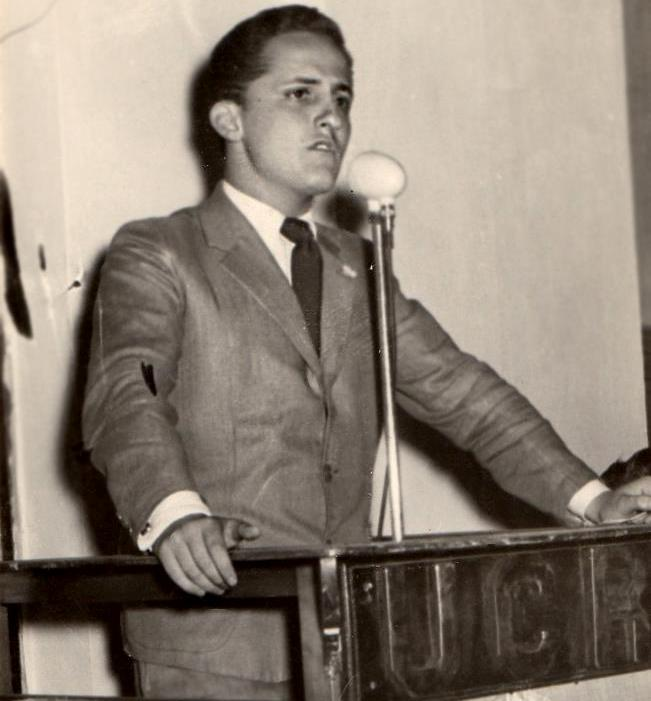
Sergio Karakachoff, en la UCR.

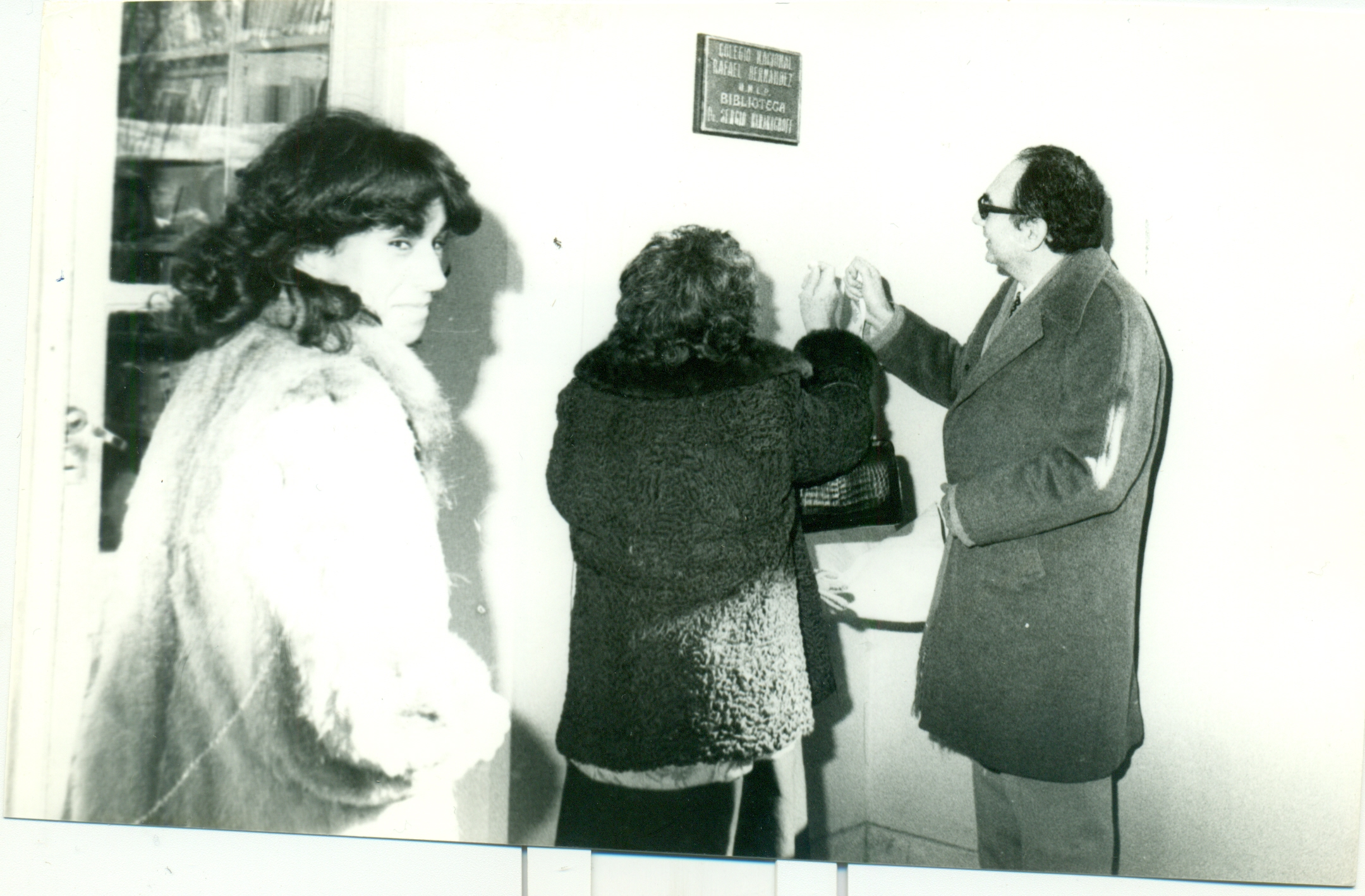
Placa en su homenaje, en la Biblioteca del Colegio Nacional, 1987.

Hijo del ingeniero Sergio Karakachoff y Carmen Giménez, profesora de música, Sergio Karakachoff realizó los estudios iniciales en la Escuela Graduada Joaquín V González y los secundarios en el Colegio Nacional Rafael Hernández. Allí fundó y fue el primer presidente del Centro de Estudiantes.
Estudió en la Facultad de Ciencias Jurídicas y Sociales de la Universidad Nacional de La Plata (UNLP), donde organizó una agrupación estudiantil. 
En 1963 y 1964, fue Secretario Legislativo del Concejo Deliberante de la Municipalidad de La Plata. En 1965, se recibió de abogado y ejerció el Derecho Laboral.
A partir de la instalación de la dictadura militar llamada Revolución Argentina, Karakachoff rompió claramente con las ideas conservadoras que sostenía el balbinismo dentro del radicalismo, creando el MAP (Movimiento de Afirmación Popular),  emparentado con el grupo socialista MAPA (Movimiento de Acción Popular Argentino) que simultáneamente fundaba Guillermo Estévez Boero. El grupo sería la base del diario y corriente política En lucha, a la que también pertenecía Federico Storani, donde escribió artículos de opinión que influyeron profundamente a la generación del 70 destacando la estructura dependiente de la Argentina y la necesidad de nuevas estrategias políticas capaces de impulsar el cambio mediante una vía democrática y no violenta.
Fue uno de los fundadores de la Junta Coordinadora Nacional en 1968 y del Movimiento de Renovación y Cambio en 1972/1973, dirigido por Raúl Alfonsín.
En 1972 fue Convencional Nacional de la UCR. En esa ocasión fue uno de los redactores de la Plataforma Electoral de la UCR de 1972, junto a Germán López, Roque Carranza y Bernardo Grinspun, de avanzada inspiración socialdemócrata.[cita requerida] En 1973 fue candidato a Diputado Nacional por la Provincia de Buenos Aires.
En 1975, propuso la necesidad de reformar profundamente a la UCR para transformarla en un partido de fuerte arraigo en la clase trabajadora.
En 1975 integró la Asamblea Permanente por los Derechos Humanos (APDH) desde donde desarrolló una intensa labor presentando cientos de habeas corpus en defensa de los detenidos-desaparecidos que se multiplicaron por miles a partir del golpe de Estado de 1976.
El 10 de septiembre de 1976 fue secuestrado junto con su amigo y socio Domingo Teruggi. Apareció torturado y muerto el 11 de septiembre, en las afueras de la ciudad de La Plata. Días antes había denunciado la violencia de la junta militar en Acerca de la violencia.
Jamás justificó la violencia. Durante su velatorio y desde vehículos, sujetos armados vinculados a la represión ilegal abrieron fuego sobre el frente de la funeraria.

## Memoria
Llevan su nombre, en homenaje a su persona, las siguientes instituciones:
- El edificio conocido como «Tres Facultades» donde funcionaron, hasta 2014, las facultades de Ciencias Jurídicas y Sociales y de Humanidades y Ciencias de la Educación de la Universidad Nacional de La Plata, en el centro de esta localidad.[7] A partir de la aprobación de la propuesta del Consejo Superior de la UNLP  de modificar el nombre del edificio en octubre del 2014, éste pasó a llamarse edificio Sergio Karakachoff.[8]
- La biblioteca del Colegio Nacional Rafael Hernández de la ciudad de La Plata.
- La sala de relatores del Concejo Deliberante de la ciudad de La Plata.
- La Juventud Radical de la ciudad de Santa Fe.
- La Juventud Radical en Lucha de la provincia de Buenos Aires.
- La Juventud Radical de Ingeniero Huergo, departamento de General Roca, en la provincia de Río Negro.
- El archivo creado en la Universidad Nacional de La Plata, en 2023, para recuperar y reconstruir el legado de su persona como militante y dirigente político.[9]

## Textos de Sergio Karakachoff
- Acerca de la violencia, 1976